# Schlaues Haus Oldenburg
Als Schlaues Haus Oldenburg wird ein denkmalgeschütztes Gebäude am Schloßplatz im niedersächsischen Oldenburg bezeichnet. Das Haus wurde 1562 erbaut und ist damit das älteste noch erhaltene Bürgerhaus Oldenburgs. Das Gebäude wurde von 2010 bis 2012 umgebaut und durch einen Neubau erweitert und dient heute als öffentliches Gebäude der Verbreitung von Wissen und Technologie der Region. Zudem war im Erdgeschoss ein Standort der Touristinformation Oldenburg.

## Lage und Architektur
Das Gebäude befindet sich am Schloßplatz, in zentraler Lage der Oldenburger Innenstadt. Das 1562 erbaute und damit älteste Bürgerhaus Oldenburgs steht unter Denkmalschutz. Es wurde 2009 als baufällig und damit einsturzgefährdet eingestuft und daraufhin seit 2010 restauriert und in Teilen neu aufgebaut. Behnisch Architekten planten den Bau. Gebäudetechnologien wie Geothermie, Solarenergie, Luft- und Lichtschächte, Fußboden- und Deckenheizung und -kühlung, eine Hochdrucklöschanlage sowie eine Glasfront wurden verbaut. Für das speziell durchdachte Brandschutzkonzept erhielt das Haus 2012 die Auszeichnung Brandschutz des Jahres 2013. Eine kaminartige Lichtfuge zieht sich vom Boden bis zum Dach durch das gesamte Gebäude und sorgt für die Lichtversorgung sowie eine natürliche Belüftung des Gebäudes. Zudem wurden Energie-Monitore eingebaut, die aktuelle und periodische Verbrauchs- und Ertragszahlen anzeigen, sowie Anwesenheitssensoren, die die Beleuchtung und Lüftung regulieren. Durch diese nachhaltigen Technologien konnte der Energieverbrauch auf ein Minimum reduziert werden. Der Bau eines eigentlich geplanten Nullenergiehauses konnte auf Grund des Denkmalschutzes nicht realisiert werden.
Heute verfügt das Haus über zwei Veranstaltungsräume und Ausstellungsflächen auf zwei Ebenen. Das Haus erstreckt sich insgesamt über sieben Ebenen und verknüpft Elemente neuer und alter Architektur. 

## Nutzung
Die Idee für die Gründung eines Hauses der Wissenschaft entstand im Jahr 2009, als der Stadt Oldenburg der Titel „Stadt der Wissenschaft“ verliehen wurde. Stadt der Wissenschaft ist ein Förderprogramm des Stifterverband für die Deutsche Wissenschaft. Der Titel der Bewerbung der Stadt Oldenburg lautete „Übermorgenstadt“, da Wissenschaft als entscheidender Faktor für die Weiterentwicklung und Zukunftstauglichkeit der Stadt angesehen wird. Am 3. Oktober 2010 folgte die Grundsteinlegung des Hauses und im Oktober 2012 die Eröffnung.
Das Haus gehört der Schlaues Haus Oldenburg gGmbH, deren Gesellschafter die Carl von Ossietzky Universität Oldenburg und die Jade Hochschule sind. Das Schlaue Haus dient das ganze Jahr über der Universität und der Jade Hochschule als Veranstaltungsort für wissenschaftliche Tagungen und Symposien. Im Schlauen Haus finden in Zusammenarbeit mit der Universität Oldenburg und der Jade Hochschule im Jahr etwa 120 größtenteils kostenlose Veranstaltungen statt. Neben klassischen Abendvorträgen, werden auch andere Formate, wie Lesungen, Kinderkurse, Science Cafés, Filmvorführungen oder Workshops angeboten. Das Schlaue Haus kooperiert mit externen Partnern wie dem Botanischen Garten, dem Evangelischen Krankenhaus, Deutsches Rotes Kreuz, Greenpeace oder Naturschutzbund Deutschland.